# Jussecourt-Minecourt
Jussecourt-Minecourt is een gemeente in het Franse departement Marne (regio Grand Est) en telt 194 inwoners (1999). De plaats maakt deel uit van het arrondissement Vitry-le-François.

## Geografie
De oppervlakte van Jussecourt-Minecourt bedraagt 8,7 km², de bevolkingsdichtheid is 22,3 inwoners per km².
De onderstaande kaart toont de ligging van Jussecourt-Minecourt met de belangrijkste infrastructuur en aangrenzende gemeenten.

## Demografie
Onderstaande figuur toont het verloop van het inwonertal (bron: INSEE-tellingen).